# Stazione di Birori (ARST)
La stazione di Birori dell'ARST è una fermata ferroviaria a servizio del comune di Birori, lungo la ferrovia Macomer-Nuoro.

## Storia
Già dotato all'epoca di una fermata lungo la ferrovia Cagliari-Golfo Aranci, il comune di Birori fu interessato nella parte finale dell'Ottocento anche dai lavori di realizzazione della linea a scartamento ridotto tra Macomer e Nuoro, il cui tracciato si sarebbe sviluppato a nord dell'abitato. I lavori, eseguiti per conto della Strade Ferrate Secondarie della Sardegna, portarono anche alla realizzazione di una fermata a servizio dell'abitato, che fu inaugurata il 26 dicembre 1888, insieme al tronco tra la stazione SFSS di Macomer e quella di Tirso.

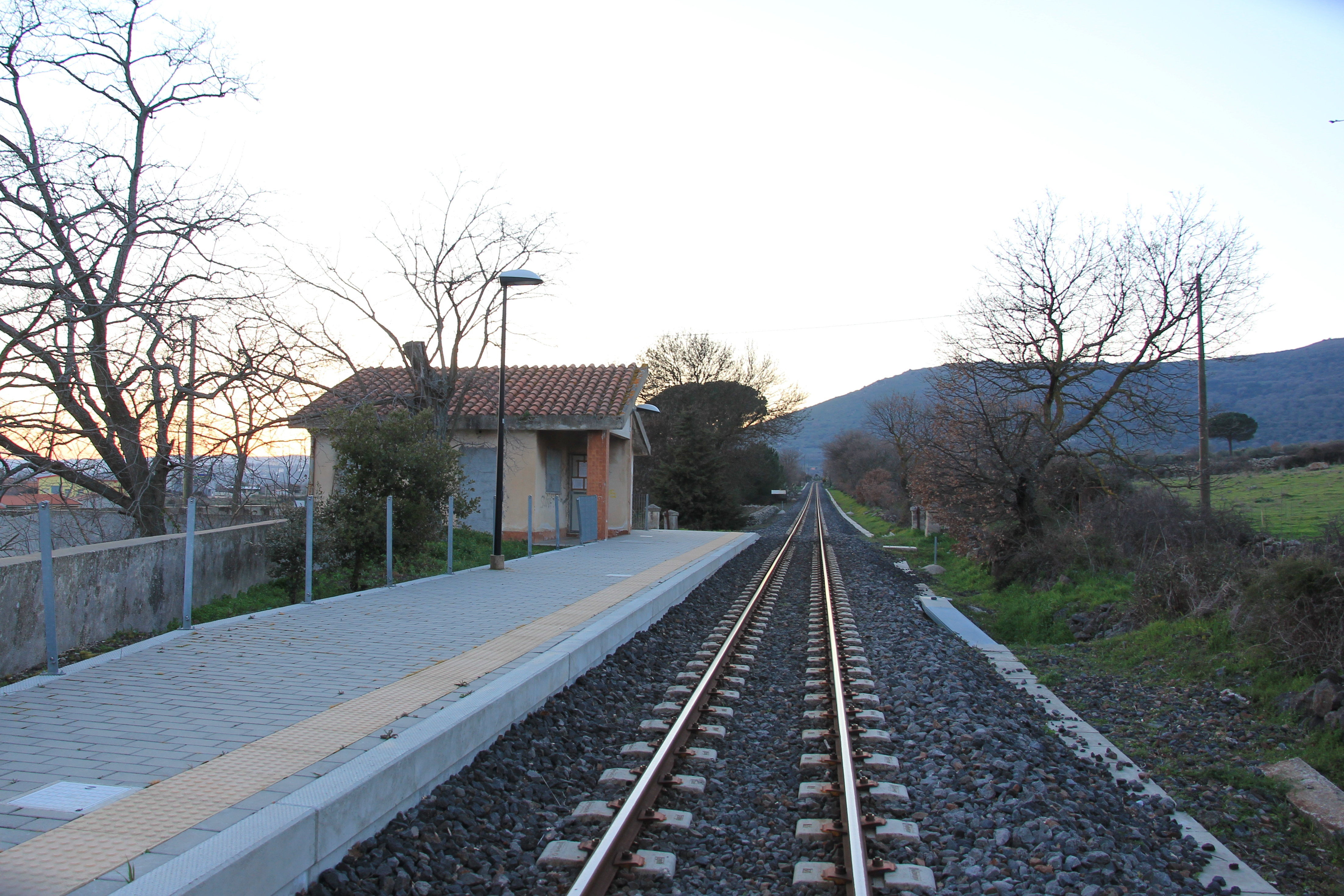
La banchina dell'impianto dopo il rifacimento dei primi anni dieci, vista in direzione Macomer

Lo scalo, ad esclusivo uso del servizio passeggeri per cui aveva all'epoca caratteristiche di fermata facoltativa, passò alla gestione delle Ferrovie Complementari della Sardegna nel 1921. Rimasta l'unica fermata attiva a Birori dagli anni sessanta in poi, lo scalo nella seconda metà del Novecento vide la chiusura del suo piccolo fabbricato viaggiatori, stante l'impresenziamento della stessa. Due ulteriori passaggi di proprietà si registrarono negli ultimi decenni del secolo, nel 1989 alle Ferrovie della Sardegna (dal 2008 ARST Gestione FdS) e nel 2010 all'ARST. Sempre in quell'anno la ferrovia venne chiusa per il rifacimento dell'armamento e di potenziamento degli scali, per poi riaprire nel 2012: i lavori nella fermata di Birori riguardarono nello specifico la realizzazione di una nuova banchina per l'accesso ai treni.

## Strutture e impianti

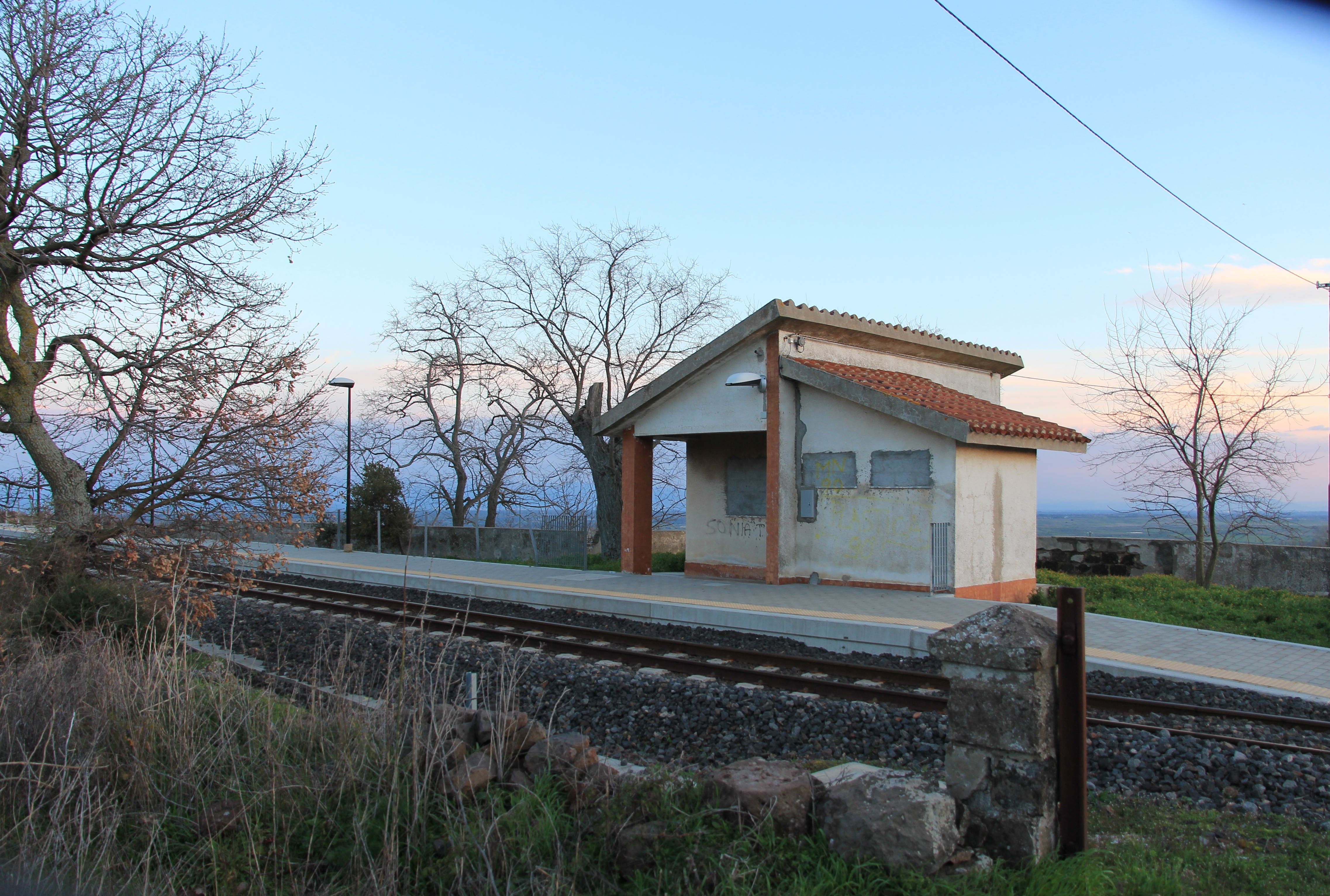
Il fabbricato viaggiatori dell'impianto, non più in uso

Situata lungo la ferrovia Macomer-Nuoro, la fermata dal punto di vista del piano del ferro è dotata del solo binario di corsa, a scartamento da 950 mm, affiancato da una banchina realizzata nell'occasione dei lavori effettuati tra il 2010 ed il 2012. Nell'impianto fu inoltre attivo un piccolo fabbricato viaggiatori con tetto a falde in laterizi: la costruzione è ancora presente ma in disuso e con gli ingressi murati.

## Movimento
La fermata è servita dai treni espletati dall'ARST lungo la Macomer-Nuoro, sebbene la sosta nello scalo con riferimento al 2015 sia facoltativa.

## Interscambi
A poche decine di metri dalla fermata, all'altezza dell'incrocio tra la strada di accesso all'impianto e la SS 129, è presente una fermata delle autolinee interurbane dell'ARST, effettuanti i collegamenti col territorio. Inoltre in questa zona effettuano sosta le autolinee sostitutive del servizio ferroviario, che vengono espletate nei giorni festivi.
- Fermata autobus